# Ala-Lyly
Ala-Lyly är en ö i Finland. Den ligger i sjön Saimen och i kommunen Villmanstrand i den ekonomiska regionen  Villmanstrands ekonomiska region  och landskapet Södra Karelen, i den södra delen av landet, 220 km nordost om huvudstaden Helsingfors. Öns area är 11 hektar och dess största längd är 0,6 kilometer i sydöst-nordvästlig riktning.